# Luciogobius adapel
Luciogobius adapel är en fiskart som beskrevs av Okiyama 2001. Luciogobius adapel ingår i släktet Luciogobius och familjen smörbultsfiskar. Inga underarter finns listade i Catalogue of Life.